# 格鲁吉亚反“外国代理人”法案示威
格鲁吉亚反“外国代理人”法案示威是指2023年3月6日至2024年6月5日在格鲁吉亚各地举行的一系列街头示威活动，抗议议会支持新的外国代理人法案。警方使用高压水枪和催泪瓦斯驱散抗议活动，尤其是在首都第比利斯。

## 背景
根据该法案，从国外获得超过20%资金的非政府组织和独立媒体必须宣布自己为外国代理人（及後替換用詞為「具有外國勢力利益的組織」）。該法案的支持者表示，需要確保外國資金的透明度，保護喬治亞的主權免受陰暗的外國影響，而包括西方國家和歐盟在內的反對者批評了該法案，認為它將扼殺喬治亞的民主和新聞自由，並將其與俄羅斯外國代理人法相提並論。批評者則稱該法律草案代表了威權主義的轉變，並認為法案或會傷害其加入歐盟的希望，質疑這會阻碍新闻自由。批評人士表示，這讓人想起俄羅斯2012年的一項法律，該法律後來被用來鎮壓異議。

## 時間線

### 2023年

#### 3月7日
7日，法案於議會以76票贊成，13票反對，首讀獲得通過。
同日，示威者向警察投擲汽油彈和石塊，警方在第比利斯市中心的格鲁吉亚议会大楼外使用催泪瓦斯和水炮應對示威者。  隨著入夜，抗議活動延至翌日（即3月8日），示威者试图闯入格鲁吉亚的议会大楼。 

#### 3月9日
经过两日的抗议后，执政党格鲁吉亚梦想－民主格鲁吉亚及盟友撤回了该草案。

### 2024年
2024年4月3日，喬治亞夢想黨宣佈重推有關法案，將“外國代理人”一詞替換為“具有外國勢力利益的組織”。議會多數黨領袖表示，重新引入該法案的原因是行賄基金的持續流通，還表示法案將針對包括所有外國來源，包括俄羅斯。4月8日，喬治亞議會局為法案登記，以作議會討論。
400多個非政府組織發表了反對該法案的聯合宣告。4月5日，七個反對黨表示，其將協調議會反對該法案。
反對該法案的抗議活動於4月15日在議會大廈前開始。同一天，在法律事務委員會討論該法案時，來自公民黨的反對黨議員Aleko Elisashvili對議員Mdinaradze肢體攻擊。 抗議者要求委員會不要批准該法案。 內政部敦促抗議者不要超越法律規定的言論自由界限。警察和抗議者在議會大廈附近發生衝突，導致14名抗議者被捕。
該法案得到委員會的批准，並提交給議會進行討論。2024年4月16日，議會就法案草案投票，以78票對25票。抗議者向警察投擲鈍器，四名警察受傷。警方使用胡椒噴霧應對。
4月17日，大約35,000名抗議者走上第比利斯街頭，封鎖了喬治亞議會大廈前的道路，該地區還有數百名防暴警察進行逮捕。據報道，警方在他們逮捕的一名抗議者身上發現了冷兵器。喬治亞總理伊拉克利·科巴希澤在新聞釋出會上譴責抗議者是“破壞喬治亞和平與穩定”的力量。他還表示，民間社會組織試圖從2020年到2022年「組織一場革命”，他還譴責總統祖拉比什維利是試圖“烏克蘭化”喬治亞的“全球戰爭黨的代理人”，並譴責德國總理奥拉夫·朔尔茨和北約總書記長延斯·斯托尔滕贝格對該法案的批評是“毫無根據”。
4月20日，示威者向總統府遊行，會見了萨洛梅·祖拉比奇维利總統，並表示支援她否決透明度法案和赦免示威者拉扎爾·格里戈里亞迪斯的立場。翌日，示威者聚集在議會大樓前，封鎖魯斯塔韋利大道，要求議會撤回擬議的法案。
4月25日，歐洲議會以425票贊成、25票反對、30票棄權作出了一項決議，譴責喬治亞外國代理人法案，並暫停所有就喬治亞的歐盟成員資格的談判，直到該法案被撤銷。該決議還指出，該法案直接反對哥本哈根標準，如果該法案獲得透過，喬治亞將從根本上沒有資格加入歐盟。議會議長及多數黨領袖都斥責有關決議。
喬治亞商業協會表示支援「格魯吉亞夢想」政府，稱外國代理人法案帶來的政治不穩定對商業不利，「格魯吉亞夢想」應該更好地與公眾溝通；但協會表示，他們“不會也不能對上述法律草案進行實質性討論。”此外，議會法律問題委員會就該法案舉行了第二次聽證會，委員會主席以“違反”議事規則”為由，驅逐部分反對黨議員，原因是他們偏離有關法案。20個民間社會聯合會的聯合宣告中譴責委員會主席「濫用權力和限制立法者的能力」。60名前喬治亞外交官，包括28名大使和5名外交部長發表另一份聯合宣告，譴責「格魯吉亞夢想」，稱該黨完全由比济纳·伊万尼什维利控制，「喬治亞夢改變了外交政策路線，從西方到俄羅斯」。
4月29日，喬治亞議會啟動該法案草案的第二次聽證會。法律委員會二讀批准該法案。同日，執政的「格魯吉亞夢想」舉行公開集會，支援該法案。「喬治亞夢想」黨主席向集會的參與者發表了講話，稱外國資助的非政府組織在喬治亞組織了一場玫瑰革命。
4月30日，示威者和警察在議會大樓入口附近發生衝突。內政部稱63人被捕，衛生部稱，六名警察和五名示威者在衝突中受了重傷。內政部已就事件展開刑事調查。統一民族運動主席兼國會議員Levan Khabeishvili受傷、臉部撕裂、眼睛瘀傷和鼻子骨折。

#### 法案二讀及三讀通過
喬治亞議會在5月1日二讀時以83票對23票投票贊成該法案。與此同時，外面的示威者試圖突破封閉的大門進入議會的庭院，但被防暴警察擊退。據衛生部稱，包括執法人員在內的15人住院。
示威活動持續，喬治亞議會於5月2日實施紅色安全級別，以確保衝突中的安全。同一天，示威者圍困議會大樓。防暴警察使用催淚瓦斯、水炮和胡椒噴霧來驅散示威者。翌日，示威者在主持亞洲開發銀行年會的酒店組織集會，在此期間，一名抗議者因辱罵警察而被拘留，而5月9日，第比利斯警察局稱，前一天的衝突中逮捕了6人。
在5月11日該法案的第三次聽證會開始之前，估計有5萬名抗議者聚集並遊行經過第比利斯中部。示威者舉著喬治亞和歐洲旗幟遊行到首都的歐洲廣場，高呼“對俄羅斯法律說不”。同一天，七個反對黨發表一份聯合宣告，稱無論如何修訂，該法案都是不可接受，呼籲議會多數派完全廢除該法案。5月12日，示威者表示，他們將過夜，因為法律事務委員會定於翌日舉行第三次法案聽證會。經魯斯塔維利大道通往議會大廈的道路被堵塞。
法律事務委員會在三讀時支援該法案。在警察清理議會入口時，警察與示威者發生衝突，20人被捕，其中包括三名外國公民，即兩名美國公民和一名俄羅斯聯邦公民。
議會在5月14日的全體會議上以84票對30票通過了該法律草案。與此同時，抗議活動在議會大樓外舉行，議員們在議會內爭吵。多個政黨宣佈議會抵制，表示他們將不再參與議會工作。政黨「For Georgia」選擇不加入抵制政黨，表示它將繼續使用“所有可用的平臺，無論是在街頭還是在議會內”與「喬治亞夢想」政府作戰。喬治亞議會表示，在緊張局勢中，它將在紅色安全級別下運作。示威者和警察之間的衝突持續，內政部發表一份宣告，稱抗議活動變成了暴力，並呼籲示威者遵守“法律規定的規範”。

#### 法案遭總統否決
2024年5月18日，總統萨洛梅·祖拉比什维利總統否決有關法案，認為「從本質上講，這項法律本質上是俄羅斯法律，它與我們的憲法和所有歐洲標準相矛盾，是前往歐洲道路的障礙」。

#### 國會推翻總統決定
5月28日，喬治亞議會84票對4票多數投票贊成該法案，推翻總統早前的否決。8月1日，外国代理人法案正式生效。

#### 國會選舉後示威
選舉後，當地爆發大規模抗議活動，反對派抵制國會，並指責執政的格魯吉亞夢想黨操控選舉過程。總統萨洛梅‧祖拉比什维利拒絕接受官方選舉結果，並拒絕承認國會的合法性。
格魯吉亞總理伊拉克利·科巴希泽宣佈，格魯吉亞將暫停加入歐盟的努力，並拒絕歐盟的補助，直到2028年底。原因為某些歐盟政客的利用入歐談判「勒索與操縱」。

## 各方反應

### 格魯吉亞
格魯吉亞總統萨洛梅·祖拉比什维利表示，她站在示威者一邊，並運用其否決權。
格魯吉亞內政部已要求示威者驅散，並警告稱將採取「法律措施」恢復平靜，指第比利斯議會大樓附近的抗議行動已經變得暴力起來」，並稱「示威者試圖封鎖議會的一個入口，並且有針對該部僱員的暴力事實」。
格魯吉亞超過60個民間社會組織和媒體表示，如果該法案簽署成為法律，他們將不會遵守該法案。
格魯吉亞總理伊拉克利·加里巴什維利於3月7日發表講話時重申他支持對該法案，稱擬議的外國代理人條款符合「歐洲和全球標準」。
2023年3月9日，執政黨格魯吉亞夢想表示放棄外國代理人法案，將「無條件撤回我們支持的法案，沒有任何保留」，指出減少社會「對抗」的需要，並譴責「激進反對派」對該法案的「謊言」。

### 美國
美國駐格魯吉亞大使館就有關立法發表聲明，認為是格魯吉亞民主的黑暗日子，認為其推進這些受克里姆林宮啟發的法律與格魯吉亞人民對歐洲一體化及其民主發展的明確願望不相符，將損害格魯吉亞與其戰略夥伴的關係。

### 歐盟
歐盟外交政策高級代表何塞普·博雷利表示，格魯吉亞可能會嚴重影響其與歐盟的關係，「違背了格魯吉亞加入歐盟的既定目標，而這一目標得到了絕大多數格魯吉亞公民的支持。它的最終通過可能會對我們的關係產生嚴重影響」，「敦促格魯吉亞堅持其促進民主、法治和人權的承諾，並重申人民和平抗議的權利」。

### 俄羅斯
俄羅斯與喬治亞曾於2008年8月爆發戰爭衝突，親俄的南奧塞提亞與阿布哈茲尋求獨立導致喬治亞與俄羅斯關係惡化最終釀成戰爭，俄羅斯取得軍事優勢，最後雙方協議停火，俄國撤軍。
俄羅斯外交部長拉夫羅夫(Sergei Lavrov)表示，此次喬治亞示威活動與烏克蘭的廣場革命相仿，而且「當然是由國外勢力策劃」，目的是要「在俄羅斯邊境製造麻煩」。